# Alfonso de Zamora
 (octobre 2013).
Si vous disposez d'ouvrages ou d'articles de référence ou si vous connaissez des sites web de qualité traitant du thème abordé ici, merci de compléter l'article en donnant les références utiles à sa vérifiabilité et en les liant à la section « Notes et références ».
Alfonso de Zamora est un hébraïste, bibliste et écrivain religieux espagnol, né Juif à Zamora en 1474, converti au catholicisme à trente-deux ans en 1506, mort en 1531, 1544 ou peu après.

## Biographie

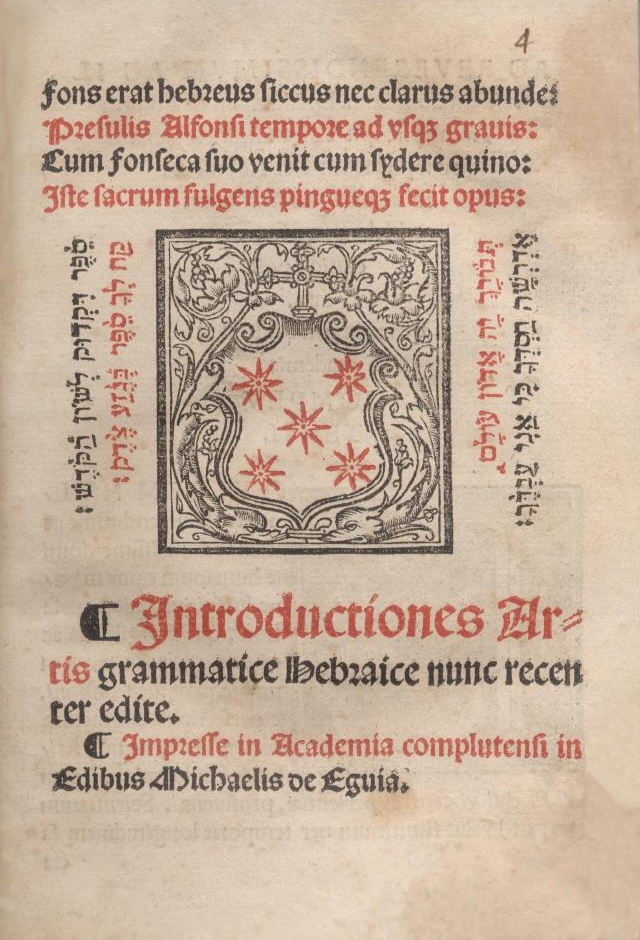
Introductionis artis Grammaticae hebraica (Alcalá de Henares, 1526).

Sa parfaite maîtrise de l'hébreu indique qu'il a dû être un lettré juif dans sa jeunesse. Il travailla plus de quinze ans sur la Bible polyglotte d'Alcalá du cardinal Jiménez de Cisneros, et s'occupa avec deux autres Juifs convertis (Alfonso de Alcalá, médecin et ancien rabbin, et Pablo de Coronel) du texte hébreu de l'Ancien Testament, du Targoum Onkelos (la paraphrase du texte en judéo-araméen), et de sa traduction latine. Il s'occupa aussi du dictionnaire et de la grammaire de l'hébreu qui se trouve dans le sixième volume. Il fut ensuite professeur d'hébreu à l'Université de Salamanque et à celle d'Alcalá de Henares (à partir du 4 juillet 1512). Il publia notamment une introduction à la langue hébraïque (Introductiones artis grammaticæ hebraicæ, Alcalá de Henares, 1526), à laquelle sont jointes une liste des personnages bibliques et une lettre ouverte aux Juifs de Rome (en hébreu avec la traduction latine en interlignes) ayant pour objet de les convertir au christianisme. Ses autres écrits savants comprennent une Introduction au Targoum (1532), et des commentaires de plusieurs livres de la Bible (Livre de Jérémie, Livre d'Isaïe...).
On possède de lui une lettre datée du 30 mars 1544 disant qu'il a soixante-dix ans et qu'il enseigne à l'Université de Salamanque. À un endroit, il s'intitule aussi professeur d'hébreu à l'Université d'Alcalá de Henares.